# Starček vejčitý
Starček vejčitý (Senecio ovatus), též starček Fuchsův (Senecio fuchsii), lidově známý jako kycol, je vytrvalá, jedovatá a léčivá bylina z čeledi hvězdnicovité (Asteraceae).

## Nomenklatura

### Etymologie
České rodové jméno starček i latinské Senecio vychází z podobnosti odkvetlé rostliny s bělavou hlavou starého muže. Lidový název kycol má nejspíše svůj původ v němčině. Podle jedné teorie vznikl zkomolením slova Kühzagel, tedy kravská oháňka, používaného jizerskými horaly a kořenářkami německého původu. Podle jiné pochází ze slova Kitzöl, tedy kamzíčkový nebo kočičkový olej, což má odkazovat k jeho léčivým účinkům.

### Taxonomie
Mezi vědecká synonyma uváděná k starčeku vejčitému patří:
- Senecio fuchsii C.C. Gmel.
- Jacobaea ovata G. Gaertn., B. Mey. et Scherb.
- Senecio nemorensis subsp. fuchsii (C. C. Gmel.) Čelak.
- Senecio nemorensis var. angustifolius Neilr.

Botanicky se spolu s druhy starček hercynský (S. hercynicus) a starček německý (S. germanicus) řadí do souborného druhu, tzv. agregátu, starček hajní (Senecio nemorensis agg.).

### Oblastní lidové názvy
Kühzagel / Kycol (Česko, Sasko) - „kravská oháňka“
Mägdeheil (Bavorsko) - „dívčí lék“
Kühschnauze (Krkonoše) - „kraví tlama“
Grundheil (Švýcarsko) - „základní lék“
Hirschtee (Rakousko) - „jelení čaj“
Slovensko - „storany“

## Popis

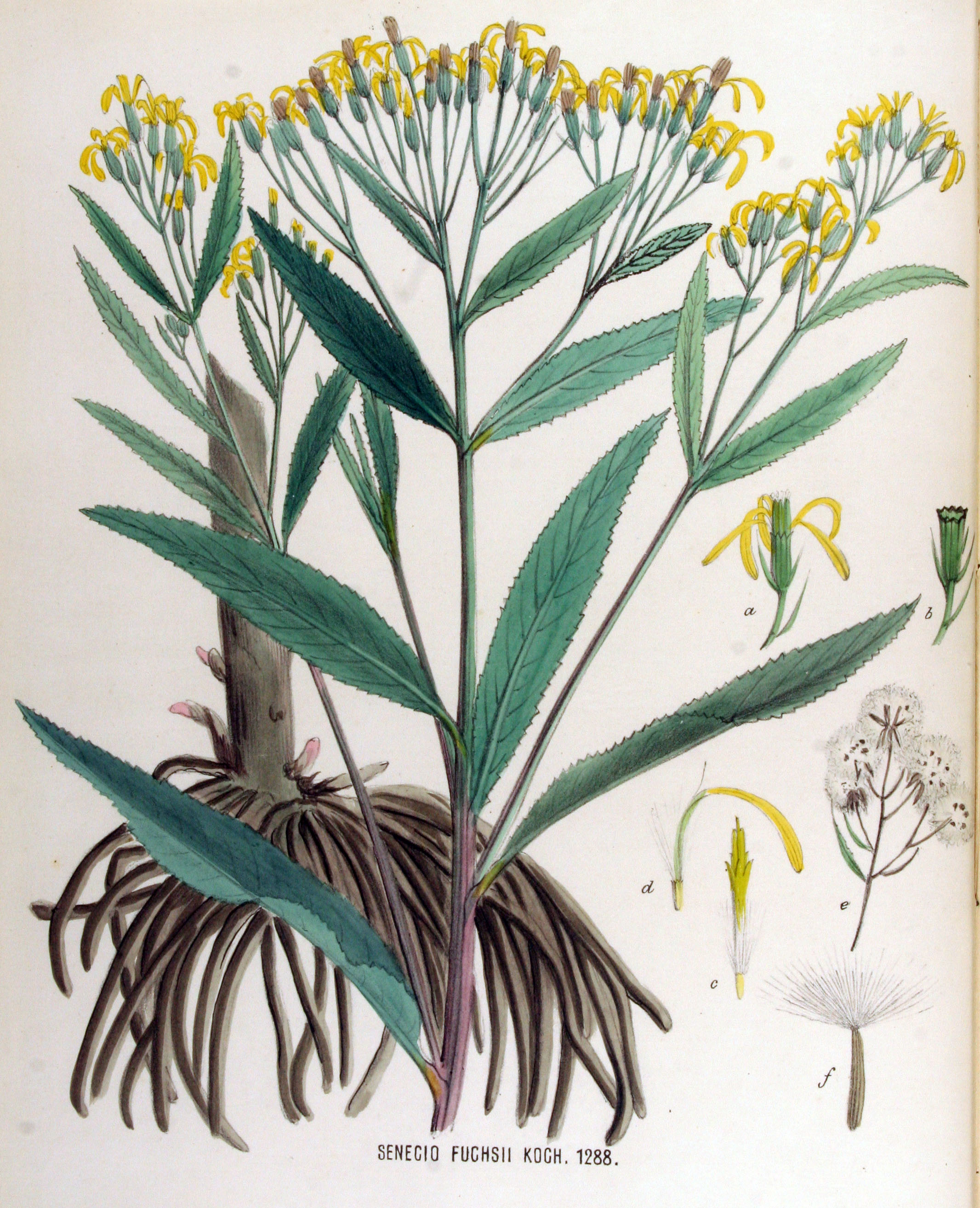
Ilustrace starčeku vejčitého, 1885

Jde o vytrvalou rostlinu, dorůstající 40 až 150 cm. Lodyha je mohutná, většinou načervenalá, přímá a v horní části větvená. Listy jsou jednoduché, kopinaté, pilovité, přisedlé nebo krátce řapíkaté, lysé nebo téměř lysé. Jsou přibližně pětkrát delší oproti jejich šířce. Květenství rostliny je chocholičnatá lata, tvořená žlutými úbory. Vně úboru je 5–7 jazykových květů a uvnitř 6–15 trubkovitých květů. Plodem jsou lysé nažky s chmýrem. Kvete od července do září.

## Rozšíření
Areálem rostliny je střední Evropa a sever jižní Evropy. Vzácně se vyskytuje i v severní Evropě, například ve Švédsku. V Česku roste od pahorkatin až po horské oblasti, v Německu v horských a podhorských oblastech.
Roste ve vlhkých horských smíšených lesích, na pasekách, okrajích lesů, mýtinách do 2000 metrů nad mořem. Preferuje vlhké, humózní a výživné půdy s vyšším obsahem dusíku.

## Obsažené látky
Účinnou složkou rostliny jsou senecin, senecionin, alkaloidy, jakobin a rutin. Obsahuje rovněž vitamín C.

## Využití
V lidovém léčitelství se používá na odřeniny, poranění kůže a jako prostředek k zastavování a zklidňování křečí a krvácení, a to včetně krvácení z dělohy. Vzhledem ke karcinogenním účinkům se v 21. století používá pouze zevně a vnitřní použití se nedoporučuje. Má výborné antiseptické účinky, používá se k léčbě akutních i chronických ran, silničního lišeje, bércových vředů, zánětů močového měchýře, kožních zánětů a obecně urychluje hojení ran.